# Гусиноозёрский (Тамчинский) дацан

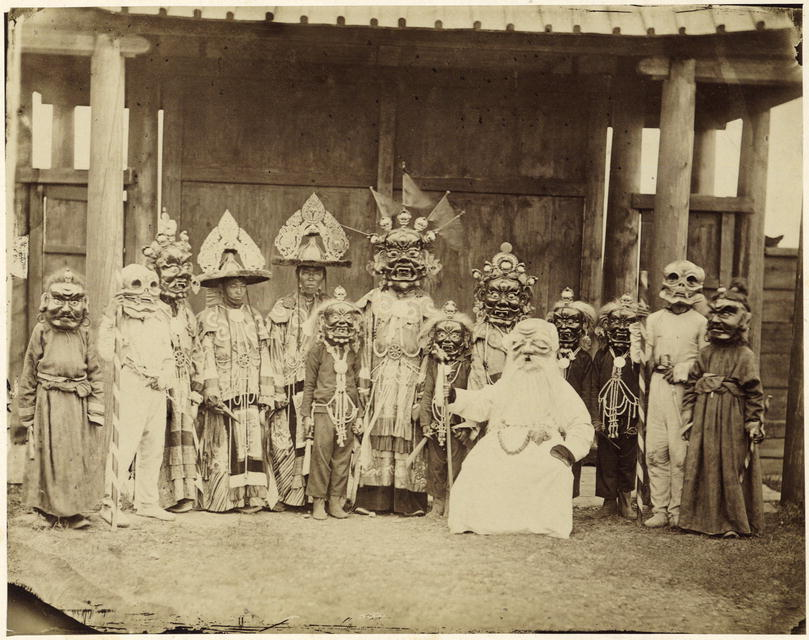
Церемония Цам в Гусиноозёрском дацане (1890-е годы)

Гусиноозёрский даца́н «Даши́ Ганда́н Даржали́нг» (бур. Хүлэн нуурай дасан, Тамчын дасан) (также Тамчи́нский, ранее Хамби́нский, Хулунно́рский; тиб. བཀྲ་ཤིས་དགའ་ལྡན་དར་རྒྱས་གླིང, Вайли bkra shis dga' ldan dar rgyas gling) — буддийский монастырский комплекс (дацан); расположен в селе Гусиное Озеро Селенгинского района Бурятии.
С 1809 по 1938 год — резиденция Пандито Хамбо-лам. Памятник истории и архитектуры. Относится к Буддийской традиционной сангхе России, традиция гелугпа. Хранитель дацана — Балдан Лхамо.

## История

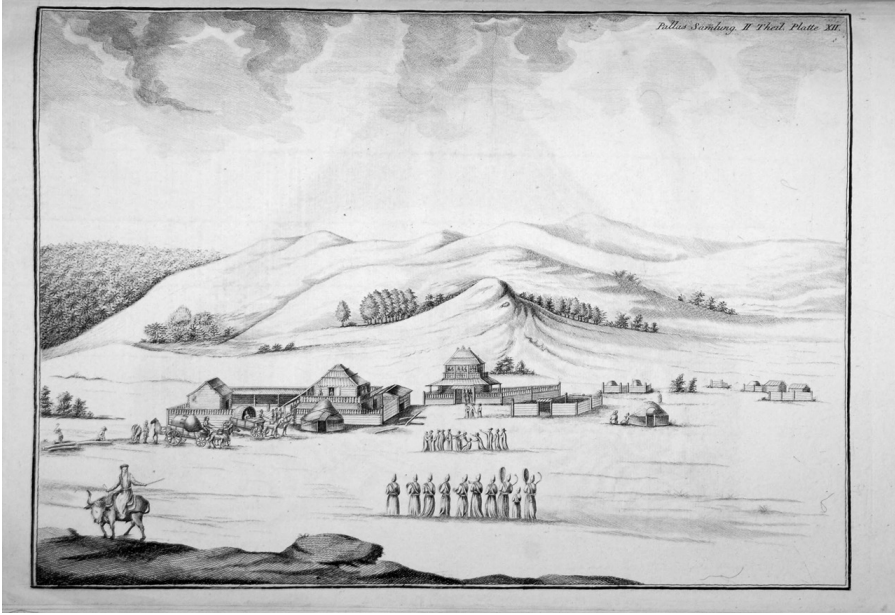
Гусиноозерский (Тамчинский) дацан во второй половине XVIII века

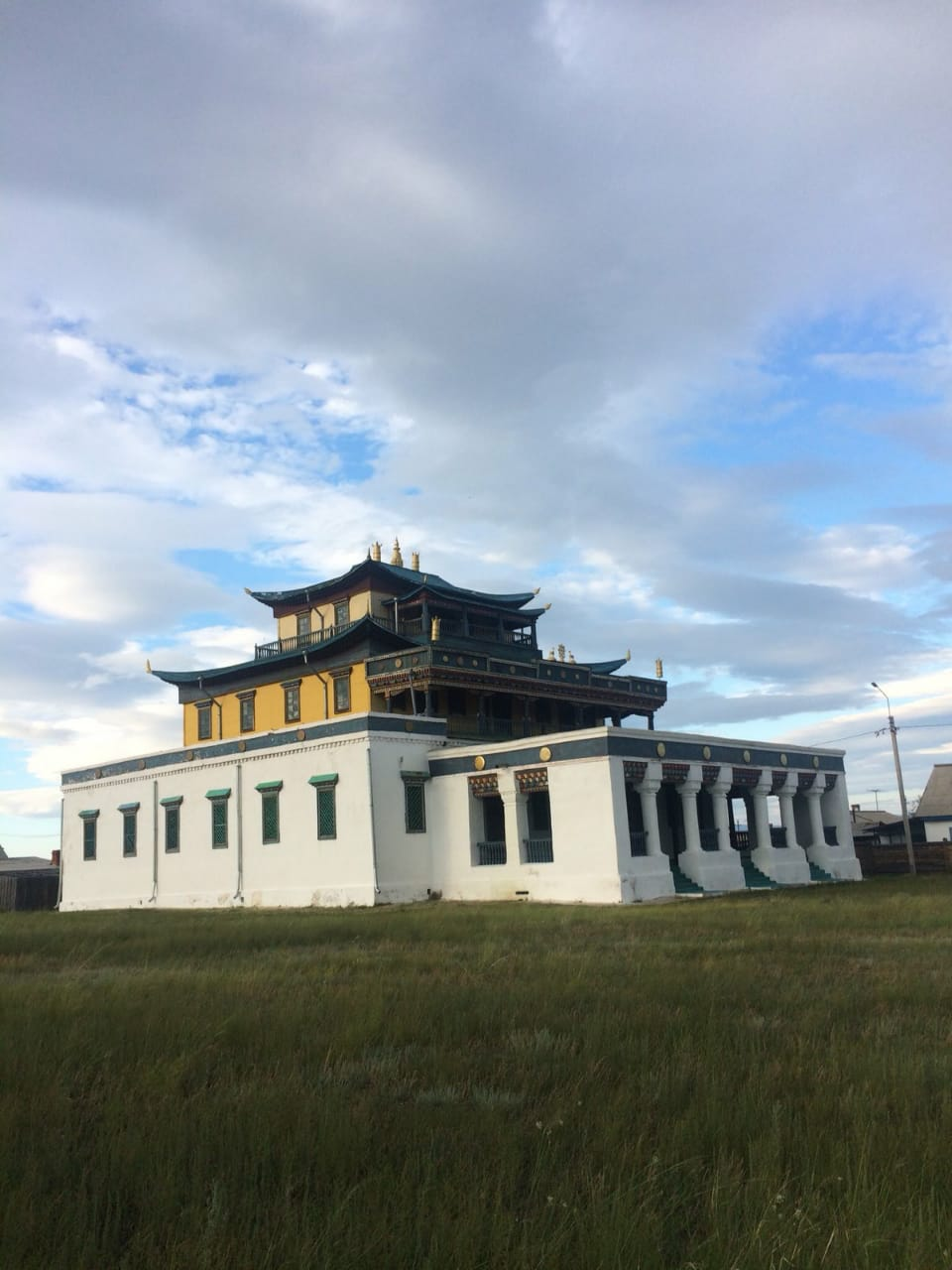
Главный Дуган Тамчинского дацана

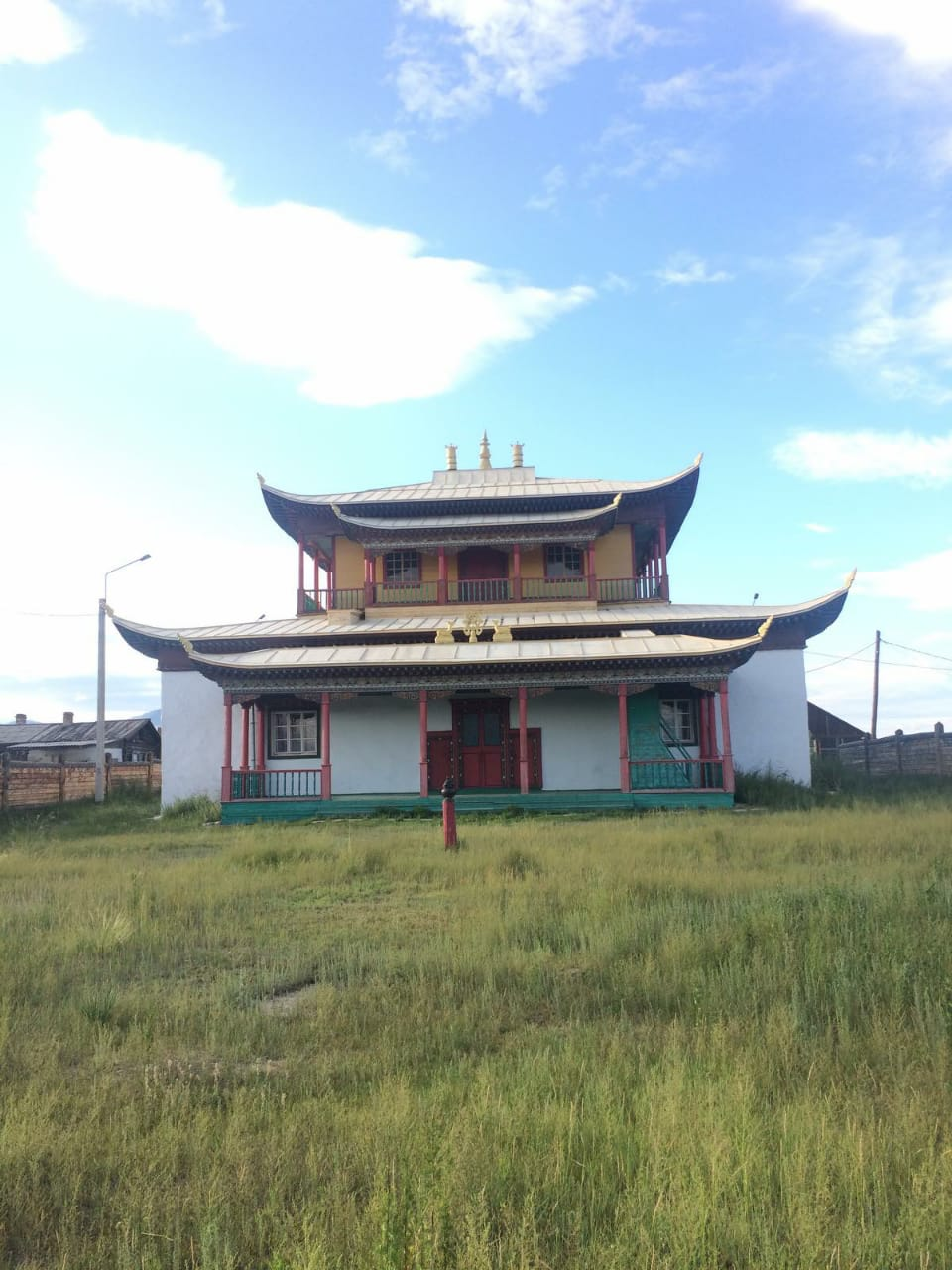
Один из дуганов Тамчинского дацана

Дацан основан в 1741 году ламой Лубсан-Жимбой Ахалдаевым на правом берегу реки Темник в местности Ундэр-Шихой. Изначально представлял собой войлочную юрту. Немногим позднее был перенесён на юго-западный берег Гусиного озера к подножию горы Цогто Хонгор, в местность Тамча.
Место под строительство дацана указал основатель и ширээтэ-лама Цонгольского дацана «Балдан Брэйбун» (первого бурятского дацана в Российской империи), будущий 1-й Пандито Хамбо-лама Дамба-Даржа Заяев.
В 1750 году Тамчинский дацан, одним из первых бурятских дацанов, обрёл деревянное здание.
В 1783 году Гусиноозёрский дацан (и ещё 4 дацана по левому берегу Селенги) отделяется от Цонгольского монастыря, и де-факто становится резиденцией Л.-Ж. Ахалдаева, ставшего лидером сибирских буддистов в последней четверти XVIII века. С 1809 года де-юре здесь находилась резиденция высших буддийских иерархов Сибири — Пандито Хамбо-лам.
В 1848 году в комплекс дацана входило 17 храмов. В 1858—1870 годах бурятское духовенство, заручившись поддержкой администрации Восточной Сибири, отстроило главный храм дацана (цогчен-дуган) из камня.
В 1861 году при монастыре открылась религиозно-философская школа Цанид для подготовки духовных кадров, в значительной степени соответствовавшая образовательным стандартам, принятым в Тибете и Монголии того времени, что, по мнению специалистов, сняло проблему острой зависимости бурятских лам и мирян от наставлений со стороны зарубежных Учителей Дхармы. В Забайкалье появились собственные буддийские учёные высокого класса.
Тамчинский дацан, оставался религиозным центром Бурятии вплоть до 1930-х годов, когда началась масштабная антирелигиозная кампания Советской власти. Постановлением Президиума ЦИК Бурят-Монгольской АССР № 4 от 13 января 1938 года дацан был закрыт. В первые годы после закрытия в зданиях дацана размещалась тюрьма для политических заключённых. В 1941 году в дацане открылся филиал антирелигиозного музея.
В 1957 году постановлением Правительства Бурятской АССР Гусиноозёрский дацан объявлен историко-архитектурным памятником. В 1960-е годы в монастыре были проведены реставрационные работы.
В 1973 году Дэважин-дуган Тамчинского дацана был перевезён в Этнографический музей народов Забайкалья в Улан-Удэ, став одним из экспонатов вновь открывшегося музея. В марте 1973 года дуган Аюши дацана был подарен правительством Бурятской АССР Новосибирскому музею Сибирского отделения АН СССР.
В сентябре 1989 года в фундаменте одного из разрушенных зданий дацана был обнаружен расколотый на 6 частей Оленный камень, датируемый поздним бронзовым и началом железного века. Для реставрации памятника были приглашены специалисты ленинградского Эрмитажа. 15 августа 1990 года состоялось установление Оленного камня перед входом в Цогчен-дуган, предположительно на прежнем месте.
В 1990 году дацан передан Центральному духовному управлению буддистов СССР, началось возрождение монастырской жизни. В июле 1991 года дацан посетил Далай-лама XIV. Из Новосибирска был возвращён дуган Аюши. 1 ноября 1996 года состоялось освящение нового здания дугана Аюши.

## Цам
Буддийская мистерия Цам проводилась в монастыре до конца 1920-х годов. Фрагменты одного из последних Цамов в Тамчинском дацане были запечатлены в 1928 году во время съёмок художественного фильма В. И. Пудовкина «Потомок Чингисхана».

## Реликвии
На территории Тамчинского дацана, перед входом в Цогчен-дуган, находится легендарный археологический памятник оленный камень Алтан-Сэргэ («Золотая коновязь»), которому, по определению археологов, 3—5 тысяч лет.

## Дорога к дацану
В апреле 2013 года Президент России Владимир Путин посетил Иволгинский дацан и после встречи с Пандито Хамбо-ламой Дамбой Аюшеевым дал распоряжение правительству России оказать помощь Буддийской традиционной сангхе России в реализации ряда проектов. Среди них был проект строительства асфальтированной автодороги до Тамчинского дацана.
Строительство автодороги было включено в федеральную целевую программу «Экономическое и социальное развитие Дальнего Востока и Байкальского региона» и началось 1 июня 2015 года. Протяженность дороги от трассы Р440 Гусиноозерск — Закаменск до Тамчинского дацана составляет 17 километров. 13 ноября 2015 года состоялось открытие автодороги.